# ميلانو كويندرز
ميلانو كويندرز (بالهولندية: Milano Koenders)‏ (31 يوليو 1986 بأمستردام في هولندا - ) هو لاعب كرة قدم هولندي في مركز الدفاع. شارك مع منتخب هولندا تحت 21 سنة لكرة القدم. أما مع النوادي، فقد لعب مع آر كي سي فالفيك وأياكس أمستردام وإن إي سي نيميخن وإي زد ألكمار وسبارتا روتردام وناك بريدا وهيراكليس ألميلو.

## روابط خارجية
- ميلانو كويندرز على موقع قاعدة بيانات كرة القدم.إي يو (الإنجليزية)
- ميلانو كويندرز على موقع Soccerway.com (الإنجليزية)
- ميلانو كويندرز على موقع عالم كرة القدم.نت (الإنجليزية)